# Reggenza di Enrekang
La reggenza di Enrekang (in indonesiano: Kabupaten Enrekang) è una reggenza dell'Indonesia, situata nella provincia di Sulawesi Meridionale.